# Jardin botanique de l'université agricole du Kouban
Le jardin botanique de l'université agricole nationale du Kouban Ivan Kossenko (Ботанический сад Кубанского государственного аграрного университета Иван Косенко)  est un jardin botanique situé à Krasnodar dans le Kouban au sud de la Russie, fondé par le professeur Ivan Kossenko en 1959. Il appartient à l'université agricole nationale du Kouban et s'étend sur 207 hectares.

## Historique et description
Le jardin botanique se trouve dans le territoire de l'université agricole. Il comprend 1 200 espèces d'arbres, d'arbrisseaux et de plantes avec des serres chaudes qui possèdent plus de trois cents sortes de plantes tropicales et subtropicales.
Il s'est formé grâce à des échanges de végétaux avec d'autres jardins botaniques d'URSS et de l'étranger à l'initiative du professeur Ivan Kossenko et l'on trace les premières allées en 1959, tout en plantant 40 000 spécimens, chaque secteur comprenant de une à deux familles végétales. Au bout de dix ans, la collection du parc s'élève à 68 familles, 177 genres, 820 espèces, etc. On créée une roseraie, un jardin d'iris, un jardin de plantes vivaces, on creuse un lac avec des lotus originaires d'Inde, et l'on construit des laboratoires et des serres.
Il est enregistré en 1964 sur le plan scientifique dans le réseau mondial des jardins botaniques.
Aujourd'hui 70 espèces présentes appartiennent au livre rouge de Russie des espèces menacées. On y trouve des plantes originaires d'Europe, de Crimée, du Caucase, ainsi que de Sibérie, de l'Extrême-Orient russe, et d'Asie centrale. Sont également représentées des plantes méditerranéennes, et plus loin du Japon et de Chine, ainsi que d'Amérique du Sud. Son arboretum est l'un des plus riches du sud de la Russie.
De plus sa faune est variée avec une vingtaine d'espèces d'oiseaux, et quelques espèces de reptiles. On y rencontre souvent des écureuils et des paons et des pintades de Numidie y sont élevés.
Le jardin botanique est ouvert au public.